# Affaire de la traite des Blanches
L'affaire de la traite des Blanches (en néerlandais : De handel in blanke slavinnen), également connue sous le nom d'affaire des petites Anglaises, est le nom donné à un scandale international qui s'est déroulé à Bruxelles en Belgique en 1880–1881. Il a attiré l'attention internationale sur la question du trafic sexuel et est devenu le point de départ d'une campagne internationale contre le trafic sexuel.

## L'affaire
En 1880 et 1881 survient le scandale de la traite des Blanches, ou « affaire des petites Anglaises » consécutive à la découverte de jeunes prostituées mineures originaires d'Angleterre, prisées de la clientèle huppée bruxelloise, dans des établissements de prostitution à Bruxelles. La prostitution de mineures est alors interdite dans les maisons closes, sauf si les prostituées mineures ont déjà été inscrites auparavant au rôle de la prostitution, ou si elles ont été inscrites au rôle de leur pays d'origine si elles viennent de l'étranger. Néanmoins, il n'existe alors pas de registre des prostituées en Grande-Bretagne, où les jeunes filles peuvent se prostituer à partir de l'âge de 12 ans. La falsification des documents de naissances permet alors de faire passer des mineures britanniques pour des prostituées majeures qui n'ont pas à prouver leur expérience prostitutionnelle et qui peuvent exercer dans des maisons closes. Ainsi, entre 1878 et 1880, une quarantaine de prostituées mineures belges et étrangères, notamment anglaises, sont retrouvées dans les maisons de tolérance bruxelloises.

## Conséquences
Les journaux anglais dénoncent ce scandale de janvier 1880 à juillet 1881, notamment sous l'influence de Joséphine Butler, présidente de Fédération abolitionniste internationale, et mettent en évidence que seule la complaisance de la police a rendu possible la prostitution de mineures britanniques. Dans un premier temps, les autorités britanniques envoient deux inspecteurs de Scotland Yard en Belgique, qui concluent que les affirmations des journaux concernant cette affaire sont fausses. Par la suite, un avocat britannique est également envoyé. Différents procès ont lieu, aboutissant à la condamnation de 18 tenanciers, gouvernantes et placeurs, mais à aucune sanction à l'encontre de la police ou de responsables locaux.
À la suite de cette affaire, le chef de la police bruxelloise Émile Lenaers est révoqué par Charles Buls en juillet 1881, et le responsable de la police des mœurs Schröder démissionne,. Cependant, il semblerait que la démission d'Émile Lenaers soit davantage provoquée par le fait que celui-ci s'était arrogé le monopole de la vente de spiritueux dans les établissements de prostitution bruxellois, et que la démission de Schröder est due à sa relation avec sa maîtresse qui était une prostituée, même s'il avait été montré qu'il avait extorqué de faux témoignages pendant l'affaire.
L'affaire de la traite des Blanches ne débouche sur aucune réforme en Belgique concernant la prostitution, mais donne lieu à un débat national. L'affaire des petites Anglaises est interprétée comme l'échec de cinquante années de réglementarisme rigide, ayant seulement abouti au développement de la prostitution clandestine au lieu de la réguler. Paradoxalement, les abolitionnistes belges souhaitent criminaliser la prostitution grâce à l'outil législatif, avec le même outil que les réglementaristes.
Cette affaire contribue à alimenter les arguments du discours abolitionniste envers la prostitution en Belgique pendant de nombreuses années. Le scandale aboutit également à la création de la Société de moralité publique en 1881, d'abord nommée Société d’affranchissement des blanches en 1880 par l'avocat Alexis Splingard, branche de la Fédération abolitionniste internationale. Cette organisation rassemble en 1883 deux cent cinquante membres, dont le ministre belge de la Justice de 1887 à 1894 Jules Lejeune, et mène des actions de lobbying pour faire évoluer la législation et « redresser » la moralité.
L'affaire de la traite des Blanches a attiré l'attention internationale sur le problème persistant du trafic sexuel. La couverture médiatique intense a suscité l'intérêt du public pour la question, ce qui a a abouti à une campagne internationale contre le trafic sexuel, qui a été qualifiée de traite des esclaves blanches. Les campagnes contre le trafic sexuel ont commencé en Belgique après le scandale de 1880, et se sont étendues à la Grande-Bretagne en 1885, à la France en 1902 et aux États-Unis en 1907.